# (13597) 1994 PH18
A (13597) 1994 PH18 a Naprendszer kisbolygóövében található aszteroida. Eric Walter Elst fedezte fel 1994. augusztus 12-én.